# Гамалія Микола Федорович (молодший)
Микола Федорович Гамалія (6 вересня 1932, Чита — 14 червня 2016, Київ) — український науковець-онколог, фотобіолог, фахівець з лазерної медицини. Доктор біологічних наук (1973), професор (1978). Лауреат Державної премії УРСР в галузі науки і техніки (1972). Засновник української лазерної онкології, впроваджувач в Україні фотодинамічної терапії, автор концепції незорової фоточутливості клітин в організмі людини.
Понад пів століття — науковий співробітник Інституту проблем онкології АН УРСР (пізніше — Інституту експериментальної патології, онкології і радіобіології імені Р. Є. Кавецького НАН України; 1963—2016), з яких 45 років — завідувач відділу клітинної фотобіології та фотомодуляції росту пухлин. Автор понад 300 наукових робіт, учень професора Михайла Ротмістрова та академіка Ростислава Кавецького.

## Життєпис
Народився 6 вересня 1932 року в місті Чита, РРФСР.
У 1955 році закінчив кафедру мікробіології Київського державного університету імені Тараса Шевченка, працював на кафедрі декілька років. У 1963 році закінчив аспірантуру при ній і здобув науковий ступінь кандидата біологічних наук, захистивши дисертацію на тему «Изучение новых синтетических антикандидозных препаратов и механизма действия салициланилида» (науковий керівник — професор Михайло Ротмістров).
Після закінчення аспірантури розпочав роботу в Інституті проблем онкології АН УРСР (ІПО; пізніше — Інститут експериментальної патології, онкології і радіобіології імені Р. Є. Кавецького НАН України, ІЕПОР). З 1971 року — засновник і завідувач першої в СРСР лабораторії з вивчення біологічної та лікувальної дії лазерного випромінювання (пізніше — відділ клітинної фотобіології та фотомодуляції росту пухлин).
У 1973 році захистив дисертацію та здобув науковий ступінь доктора біологічних наук. У 1978 році затверджений у вченому званні професора. В останні роки життя керував лабораторією квантової нанобіології.
Жив у Києві, в будинку № 3 на вулиці Ентузіастів. Помер після важкої тривалої хвороби на 84-му році життя 14 червня 2016 року.

### Родина
- Прадід — лікар, статський радник Михайло Гамалія (1749—1830).
- Дід — науковець-мікробіолог, епідеміолог, доктор медицини Микола Гамалія (1859—1949).
- Батько — військовий лікар, бактеріолог-інфекціоніст Федір Гамалія (1903—1998)[6].
- Виховав трьох доньок, зокрема історика науки і техніки, доктора історичних наук Віру Гамалія та історика мистецтва, доктора мистецтвознавства Катерину Гамалія.

## Наукова діяльність
Автор понад 300 наукових робіт. Науковий керівник близько 15 кандидатів наук. Серед учнів Миколи Гамалії, зокрема, професор Лариса Сківка.
У середині 1960-х років в ІПО організував під керівництвом академіка Ростислава Кавецького і очолив групу культури тканин і структури пухлинної клітини, в якій досліджував процеси ураження внутрішньоклітинних органел протипухлинними препаратами. Тоді ж в ІПО стартував «лазерний проєкт», до якого долучилась і наукова група під керівництвом Миколи Гамалії.
У 1967 році, як перспективний молодий науковець, отримав грант Міжнародного агентства з дослідження раку та став першим київським біологом, який відправився у наукове відрядження до США. Протягом року (вересень 1967—вересень 1968) працював в місті Пасадіна поблизу Лос-Анджелесу, в лабораторії тканинних культур доктора Дональда Раундса. За результатами роботи в Америці Миколою Гамалією вже в Києві була створена мікропроменева установка за зразком американської для внутрішньоклітинного лазерного впливу. Лазерне клінічне відділення, засноване науковцем в ІПО після повернення із США, спеціалізувалось на терапії пухлин шкіри інфрачервоним лазерним випромінюванням за допомогою лазеру Nd:YAG.
У 1970-х роках нобелівський лауреат Олександр Прохоров доручив групі Миколи Гамалії тестувати створений ним диспрозієвий лазер. У 1971 році М. Ф. Гамалія заснував першу в СРСР лабораторію з вивчення біологічної та лікувальної дії лазерного випромінювання. Очолював науковий напрям біологічної дії лазерів. Під керівництвом професора Гамалії були розроблені методи лазерної терапії пухлин і передпухлинних захворювань шкіри, молочної залози, шийки матки, метод внутрішньосудинного лазерного опромінення крові.
У 1972 році, спільно з колегами, нагороджений Державною премією УРСР в галузі науки і техніки «за розробку та впровадження у практику закладів охорони здоров'я радіоізотопної і лазерної апаратури, а також комплексу методик для біологічних досліджень, діагностичного та лікувального застосування». На початку 2000-х років першим в Україні впровадив у лікувальну практику метод фотодинамічної терапії пухлин, розробив концепцію незорової фоточутливості клітин в організмі людини. В останні роки життя, керуючи лабораторією квантової нанобіології, досліджував лікування онкологічних захворювань за допомогою біонанотехнологій.
Заступник голови Проблемної комісії з використання лазерів в медицині при Академії медичних наук СРСР (1972—1984). Експерт Всесвітньої організації охорони здоров'я з неіонізуючої радіації (1986—1991). З 1999 року — заступник головного редактора часопису «Фотобіологія та фотомедицина».

## Науковий доробок (частковий)
- Изучение новых синтетических антикандидозных препаратов и механизма действия салициланилида: диссертация кандидата биологических наук : 03.00.00. — Киев, 1963. — 330 с. : ил.
- Кавецкий Р. Е., Чудаков В. Г., Гамалея Н. Ф. Некоторые результаты изучения биологического действия луча лазера в опытах на животных и культурах тканей // Годичная научная конференция Киевского НИИ ЭКО (6-9.06.1966 г.): Тезисы докладов.- Киев, 1966. — С. 39-42.
- Кавецький Р. Е., Гамалея М. Ф. Дія радіації лазера на клітини тканинних культур // Доповiдi АН УРСР. Серiя Б. Геологiя, геофiзика, хiмiя i бiологiя. — 1967.- № 11. — С. 1042—1046.
- Кавецкий Р. Е., Гамалея Н. Ф. Повреждение лазером опухолевых клеток в однослойных культурах // Культура тканей в онкологии.- М., 1968.- С. 237—241.
- Гамалея Н. Ф., Пасечник О. Ф. Действие радиации рубинового и неодимового лазеров на беспигментные клетки в культуре ткани // Бюллетень экспериментальной биологии и медицины.- 1969.- Т. 67, № 2.- С. 58-62.
- Кавецкий Р. Е., Чудаков В. Г., Сидорик Е. П., Гамалея Н. Ф., Когут Т. С. Лазеры в биологии и медицине.- Киев: Здоровье, 1969.- 258 с.
- Лазеры в эксперименте и клинике / [Предисл. акад. Р. Е. Кавецкого]. — Москва: Медицина, 1972. — 232 с., 5 л. ил. : ил.
- Gamaleia, N. F. Laser Biomedical Research in the USSR // Laser Applications in Medicine and Biology / Ed. M. L.Wolbarsht. — New York — London: Plenum Press, 1977. — V. 3, ch. 1. — P. 1-173.
- Применение методов и средств лазерной техники в биологии и медицине: Тр. всесоюз. конф. / [Редкол.: Н. Ф. Гамалея (отв. ред.) и др.]. — Киев: Наук. думка, 1981. — 275 с.
- Gamaleia N. F., Polischuk E. I. Laser Treatment of Cancer and Precancerous Conditions in Dermatology and Gynaecology // New Frontiers in Laser Medicine and Surgery / Ed. K. Atsumi. — Amsterdam — Oxford — Princeton: Excerpta Medica, 1983. — Ch. 5. — P. 153—160.
- Действие низкоэнергетического лазерного излучения на кровь: (Тез. всесоюз. конф., 27-29 сент. 1989 г., г. Киев) / [Редкол.: Н. Ф. Гамалея (отв. ред.) и др.]. — Киев: Б. и., 1989. — 218 с.
- Низкоэнергетические лазеры в эксперименте и клинике / [Альперин Л. Я., Булгакова Г. И., Гамалея Н. Ф. и др.]; Под общ. ред. М. Г. Масловой, В. М. Черток. — Владивосток: Изд-во Дальневост. ун-та, 1991. — 217,[3] с., [12] л. ил.
- Гамалея Н. Ф. Механизмы биологического действия излучения лазеров // Лазеры в клинической медицине (руководство для врачей) / Под ред. проф. С. Д. Плетнева. — М.: Медицина, 1996. — C. 51-97.
- Использование аминолевулиновой кислоты в качестве фотосенсибилизатора для фотодинамической терапии опухолей (доклинические исследования) // Онкология. 2004. Т. 6, № 3
- Гамалія М. Ф., Лісняк І. О., Новиченко Н. Л., Шишко Є. Д., Прокопенко І. В., Петраківський О. А., Холін В. В. Створення та експериментальна апробація нового антитіло-кон'югованого сенсибілізатора для фотодинамічної терапії пухлин // Фотобіологія та фотомедицина. — 2007. — Т. 5, № 1-2. — C. 76–82.
- Гамалія М. Ф. Фотодинамічна терапія пухлин // Онкологія. Вибрані лекції для студентів і лікарів / За редакцією В. Ф. Чехуна. — Київ: Здоров'я України, 2010. — С. 583—596.
- Штонь И. А., Ермак П. В., Гамалея Н. Ф. Использование нанотехнологий в фотодинамической терапии опухолей // Фотобіологія та фотомедицина. — 2011. — Т. 9, № 2. — С. 53–69.

### Авторські свідоцтва на винаходи (у співавторстві)
- 1996 — «Спосіб лікування раку молочної залози»
- 1997 — «Зонд для лазерної терапії захворювань внутрішніх порожнистих органів»
- 2011 — «Спосіб фотодинамічної терапії злоякісних пухлин»
- 2014 — «Спосіб опромінення пухлини методом лазерного сканування в фотодинамічній терапії»
- 2015 — «Спосіб діагностики в-клітинного хронічного лімфолейкозу»
- 2016 — «Спосіб модифікованої фотодинамічної терапії з вибірковим лазерним скануванням залежно від наявності флюоресценції»